# Attribut (philosophie)
Pour les articles homonymes, voir Attribut.
Au sens métaphysique, un attribut est une propriété essentielle d'une substance (voir Descartes, Principes de la philosophie, I, 56 ;  et Spinoza, Éthique, I, déf. 4: « Par attribut, j'entends ce que l'intellect perçoit de la substance, en tant que cela constitue son essence. »)
(Tandis qu’au sens logique, on nomme attribut un terme que l'on affirme ou que l'on nie d'un sujet. Exemple : « le roi de France est chauve » (incidemment, en grammaire, il s'agit également ici d'un « adjectif attribut »). La scolastique pouvait ainsi parler des attributs dialectiques pour désigner les « cinq universaux »: genre, espèce, différence, propre et accident.)

## Informatique
En programmation, on nomme parfois ainsi les caractéristiques non modifiables d'un type de donnée, par exemple la mantisse et l'exposant dans un nombre représenté en virgule flottante : on peut changer la valeur de la mantisse et celle de l'exposant, mais pas la taille allouée à ceux-ci.